# Namık Kemal
Namık Kemal (Tekirdağ, 21 de diciembre de 1840 – isla de Quíos, 2 de diciembre de 1888) fue un escritor, periodista y activista político turco del Imperio otomano. Fue uno de los miembros más destacados del movimiento reformista de los Jóvenes Otomanos que luchaba por alcanzar un régimen constitucional. Se cree que fue el primero en utilizar la expresión «unidad de los musulmanes» —lo hizo en 1872—, idea motriz del panislamismo.

## Vida y pensamiento
Como otros jóvenes intelectuales otomanos de la década de 1860, empezó a preocuparse por la creciente presión de los estados europeos sobre el Imperio Otomano y su paulatina dependencia de ellos y planteó como alternativa la conversión del sultanato en un régimen constitucional. Así se unió a la organización clandestina de los Jóvenes Otomanos, convirtiéndose en uno de sus miembros principales. Kemal criticaba la occidentalización que se había puesto en marcha con el Tanzimat pues había dejado a la gente corriente «varada, material y espiritualmente» y la calificaba de superficial y a menudo de mal gusto pues no había consistido más que «en la creación de teatros, en la asistencia a salones de baile, en mostrarse liberal ante las infidelidades de la propia esposa, y en usar cuartos de baño europeos».
Al principio fue optimista sobre las posibilidades de que el Imperio Otomano pudiera alcanzar a Occidente. Así cuando era joven escribió que si «a Europa le hicieron falta dos siglos» para recorrer la «senda del progreso», «¿puede cabernos alguna duda de que también nosotros, aunque nos hagan falta dos siglos, podemos llegar a un estadio en que podamos contarnos entre los países más civilizados?».
Kemal fue uno de los primeros en intentar organizar a los musulmanes opuestos al imperialismo de Occidente en torno al principio de la vatan (patria), una idea que fue adoptada por Al-Afghani, uno de los fundadores del panislamismo. En los años 1870 constataba el progreso que había tenido esa idea, como lo demostraba el interés del público otomano por los musulmanes de Xinjiang: «Hace veinte años se desconocía que hubiera musulmanes en Kashgar. Ahora, la opinión pública intenta conseguir la unión con ellos. Esa inclinación se asemeja a una inundación irresistible que no se detiene ante ningún obstáculo que encuentra a su paso». Advirtiendo el crecimiento de movimientos europeos como el paneslavismo que amenazaba la supervivencia del Imperio Otomano, defendía la necesidad de «asegurar la unión política y militar de nuestro país».
Intervino en la polémica que mantuvieron Al-Afghani y Ernest Renan a principios de la década de 1880 a propósito de la afirmación de este último de la incompatibilidad entre el islam y la ciencia moderna. Kemal defendió los logros científicos y filosóficos de los árabes y atacó a Occidente.
Fue, junto a Hüseyin Rahmi, uno de los escritores que se preocuparon por la situación de inferioridad de la mujer en la sociedad otomana y que analizaron críticamente las causas de este hecho y las desventajas que suponía.